# Exalphus guaraniticus
Exalphus guaraniticus là một loài bọ cánh cứng trong họ Cerambycidae.